# Coprinites dominicana
Coprinites é um gênero monotípico extinto de fungo branquial da família Agaricales Agaricaceae. Atualmente contém a única espécie Coprinites dominicana .
O gênero é conhecido apenas do início do Mioceno, estágio burdigaliano, depósitos de âmbar dominicano na ilha de Hispaniola. Coprinites é uma das únicas quatro espécies conhecidas de fungos agáricos conhecidas no registro fóssil e a primeira das três a serem descritas a partir do âmbar dominicano.